# Pala di San Giovanni Crisostomo

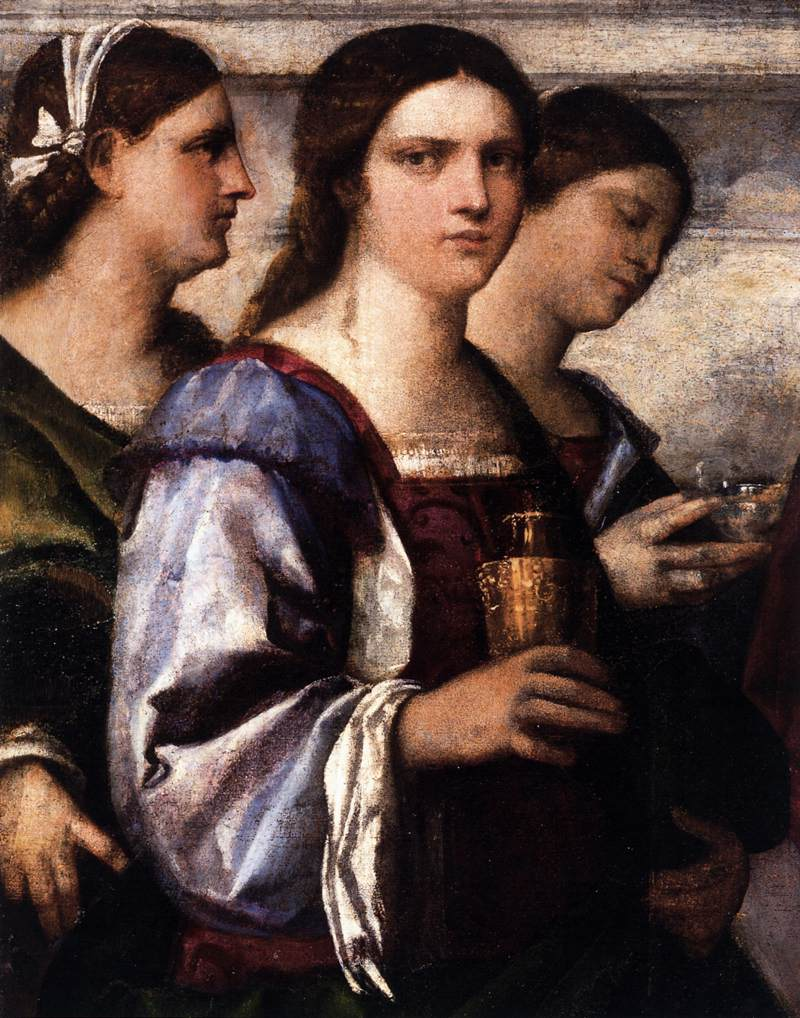
Dettaglio, Maria Maddalena

La Pala di San Giovanni Crisostomo è un dipinto a olio su tela (165x200 cm) di Sebastiano del Piombo, databile al 1510-1511 e conservato nella chiesa di San Giovanni Crisostomo a Venezia. 

## Storia
L'opera venne commissionata per testamento (datato 13 aprile 1509) da Caterina Contarini Morosini affinché fosse eseguita dopo la morte del marito Nicolò, deceduto poi nel maggio 1510. Non viene riportato il nome dell'artista e in passato, a partire da Vasari (1550), l'opera venne attribuita a Giorgione. Lo stesso Vasari però nell'edizione delle Vite del 1568 ammise lo sbaglio, riferendola a Sebastiano, anche perché Giorgione era morto nell'ottobre 1510 e a quella data, considerando quanto bisognasse attendere per attingere ai crediti di un lascito testamentario ed allestire il lavoro per una pala di grandi dimensioni, l'opera poteva al massimo essere appena sbozzata. 
L'analisi stilistica ha comunque confermato la mano del giovane Sebastiano, per una serie di elementi compositivi, cromatici e spaziali.

## Descrizione e stile
Il tema della sacra conversazione è qui risolto in maniera asimmetrica, con al centro la figura seduta e rialzata di alcuni gradini di san Giovanni Crisostomo, titolare della chiesa, che con una posizione naturale e informale, ha deposto la mitria su un ripiano dietro di lui e sta intento alla scrittura, permettendo all'osservatore di scorgere il suo libro aperto, in cui si possono cogliere frammenti di un testo sacro in greco. Questo dettaglio, di sapore squisitamente erudito, potrebbe essere stato influenzato dalla frequentazione di personalità letterarie dell'ambiente cittadino. 
Affiancano il santo protagonista, variamente disposti, due gruppi di santi, femminili alla sinistra (Caterina d'Alessandria, Maddalena e Lucia) e maschili a destra (Nicola, Giovanni Battista e Liberale). La ragazza che fece da modella per la Maddalena, in primo piano, compare anche in due ritratti riferibili a questo stesso periodo: la Salomè con la testa del Battista (Londra) e il Ritratto di donna come vergine saggia (Washington).
Dietro di loro si dispiega un'architettura classica che occupa metà della pala, mentre la parte destra ha come sfondo un ampio paesaggio, con un paese sulla sommità di una collina, uno schema destinato ad avere fortuna in Laguna (basti pensare alla Pala Pesaro di Tiziano). Nonostante le volute discrepanze, lo spazio si presenta come unitario e grandioso, con le «masse articolate, serrate nella loro complessità» e finezze come il contrappunto tra le pose dei due santi a destra, uno inclinato in avanti e l'altro indietro. I toni smorzati sono quelli del tonalismo. 
La grande modernità dell'opera si manifesta anche nell'esclusione della visione frontale delle pale tradizionali e nel tono dimesso e sereno delle figure inserite in un pacato paesaggio crepuscolare, capace di influenzare anche il vecchio, ma sempre aperto alle novità, Giovanni Bellini, che citò la posa del santo centrale nella pala dei Santi Cristoforo, Girolamo e Ludovico di Tolosa, nella medesima chiesa.